# Holy Ground (bài hát)
"Holy Ground" là một bài hát của nữ ca sĩ kiêm nhạc sĩ sáng tác người Mỹ Taylor Swift nằm trong album phòng thu thứ tư của cô, Red (2012). Bài hát do Jeff Bhasker sản xuất. "Holy Ground" là một bản nhạc upbeat pha trộn hai thể loại rock đồng quê và heartland rock sử dụng tiếng trống tha thiết. Là bài hát thứ mười một trích từ album, nhạc phẩm có nội dung kể về một phút giây tươi đẹp trong một mối tình thất bại; nữ ca sĩ đã thuật lại nơi cô và người tình cũ từng đứng là một "vùng đất thánh".
Tại thời điểm phát hành, giới chuyên môn âm nhạc đã khen ngợi sự trưởng thành trong những câu chữ và cái nhìn phức tạp hơn về một mối tình rạn nứt của Swift trong "Holy Ground", khác xa với cảm xúc cay đắng đến từ các ca khúc trước đó. Thậm chí, vài nhà phê bình còn chọn bài hát là điểm sáng trong album cũng như một trong số ít các tác phẩm xuất sắc nhất của Swift. "Holy Ground" đạt đến vị trí thứ 12 trên bảng xếp hạng Hoa Kỳ Billboard Bubbling Under Hot 100 Singles và thứ 89 tại bảng Canadian Hot 100.
Sau vụ tranh chấp quyền sở hữu nhạc phẩm với hãng đĩa Big Machine vào năm 2019, Swift đã tiến hành thu âm lại ca khúc này với tên gọi "Holy Ground (Taylor's Version)", và được phát hành như một phần của album tái thu âm Red (Taylor's Version) vào ngày 12 tháng 2021. Ca khúc đạt tới vị trí số 77 trên Billboard Global 200 và đã ghé thăm các bảng xếp hạng đĩa đơn tại Canada và Hoa Kỳ Billboard Hot 100.

## Sản xuất
Taylor Swift đã tự tay sáng tác, đồng sản xuất album phòng thu thứ ba của mình với Nathan Chapman, để rồi sau đó phát hành nó với cái tên Speak Now, vào tháng 10 năm 2010. Album này có lối sản xuất theo phong cách nhạc pop đồng quê, tuơng tự với dự án trước đó của cô, Fearless (2008).
Với album thứ tư của mình, Red (2012), Swift bày tỏ mong muốn được thử sức với nhiều chất liệu, phong cách âm nhạc khác nhau. Cô quyết định làm quen và hợp tác với những nhà sản xuất âm nhạc nằm ngoài vùng làm việc của mình tại Nashville, Tennessee. Một trong số đó phải kể đến Jeff Bhasker, whose drum work on the songs by pop-rock band Fun inspired Swift; cô đã hoàn thành việc sáng tác "Holy Ground" trước khi gặp Bhasker ở phòng thu của anh ấy. Tại đây, Swift đã chơi toàn bộ bản nhạc trên một cây guitar acoustic, khiến cho Bhasker cảm thấy ấn tượng: "Tôi khá ngạc nhiên bởi cái vẻ đá lạnh của cô ấy [...] Phong cách viết nhạc của cô ta rất, rất thật thà. Cô ta chỉ là một con người rất trưởng thành."

### Cited sources
- Perone, James E. (2017). The Words and Music of Taylor Swift. ABC-Clio. ISBN 978-1440852947.
- Spencer, Liv (ngày 1 tháng 6 năm 2013). Taylor Swift: The Platinum Edition. ECW Press. ISBN 978-1-77090-406-4.